# Vestal
Vestal – miasto w Stanach Zjednoczonych, w stanie Nowy Jork, w hrabstwie Broome.